# Montañas pasiegas

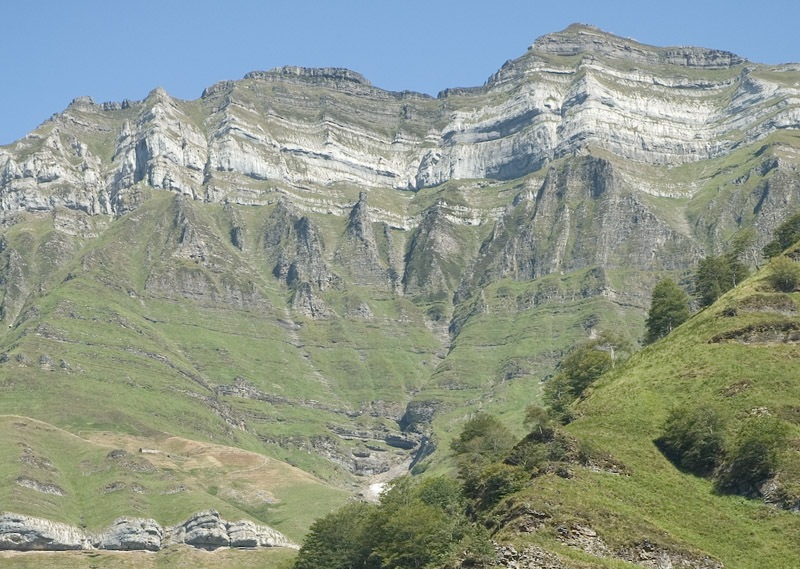
Castro Valnera (1718 m), cumbre más elevada de las montañas pasiegas.

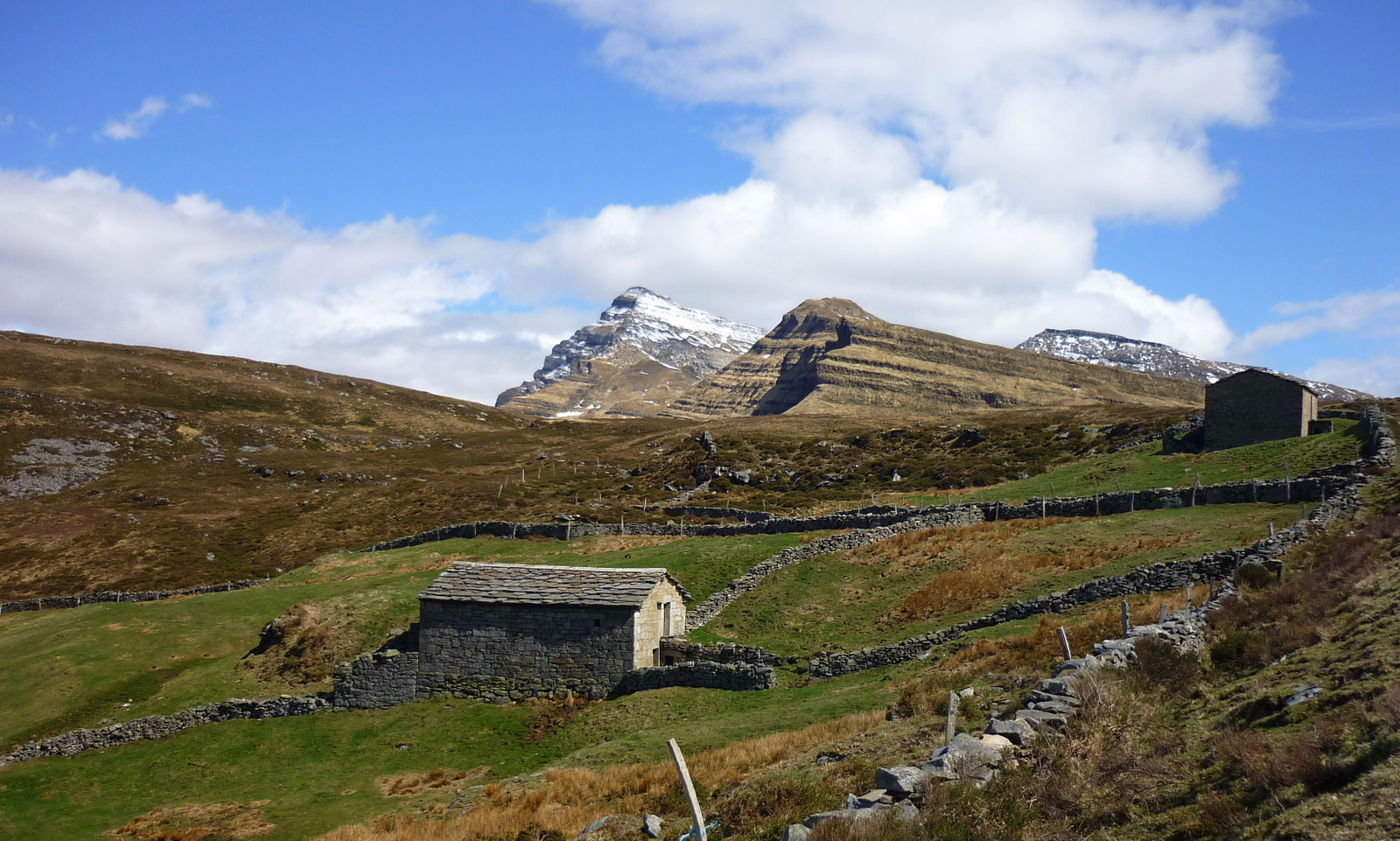
Cabañas pasiegas en el entorno del puerto de las Estacas de Trueba.

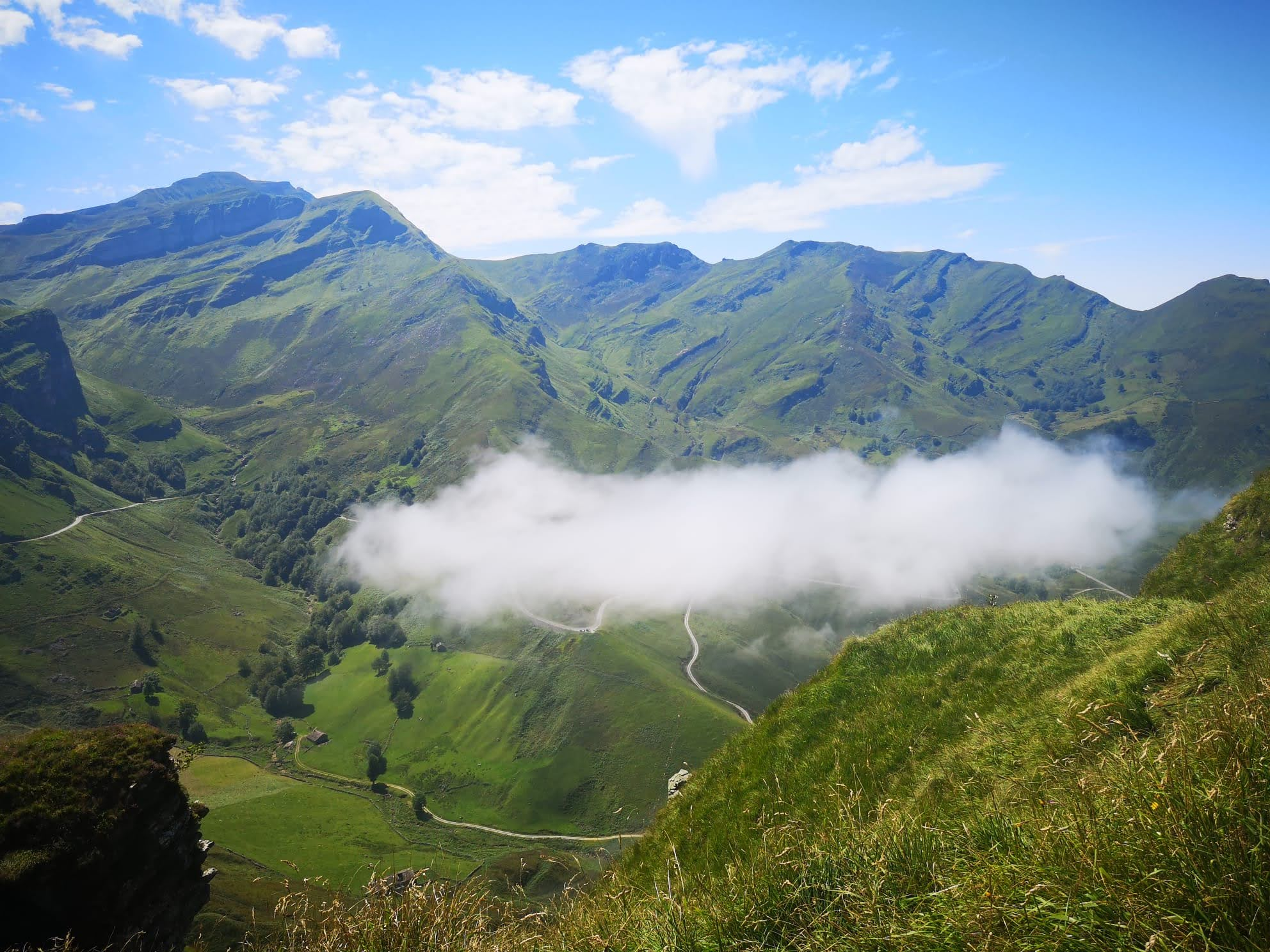
Circo glaciar de Lunada visto desde el mirador de Cuvalruyo (1300).

Las montañas pasiegas es la denominación genérica que se suele dar a las montañas que sirven de cabecera del valle del Pas y del valle del Miera en la zona oriental de Cantabria (España). Aproximadamente abarcan desde el Porracolina en su parte oriental, hasta el puerto del Escudo, en la parte occidental. 
Los montes pasiegos conforman uno de los grupos montañosos más orientales de la cordillera Cantábrica, siendo las cumbres más orientales de esta cordillera que sobrepasan los 1500 metros de altitud. Hasta los Pirineos no hay un grupo montañoso más elevado en el norte de España. Su cumbre más alta es el Castro Valnera (1718 m). Otras montañas emblemáticas son el Porracolina (1414 m) y el Coteru la Brena (1499 m), que se caracterizan por ser picos con fuertes desniveles.
El paisaje de estas montañas es muy singular y pintoresco y está fuertemente marcado por la actividad glaciar que marca el fuerte relieve de los valles y montañas. Además en esta zona están presentes las típicas cabañas pasiegas, que reflejan el tradicional aprovechamiento ganadero de las branizas de esta zona limítrofe de Cantabria y Burgos.

## Cumbres principales
Diez montañas destacadas de la Pasieguería ordenadas de mayor a menor altitud.
| Nombre                | Altitud (m s. n. m.) | Localización       |
| --------------------- | -------------------- | ------------------ |
| Castro Valnera        | 1718                 | Cantabria y Burgos |
| Picón del Fraile      | 1625                 | Cantabria y Burgos |
| Peña Lusa             | 1575                 | Cantabria y Burgos |
| Pico de la Miel       | 1563                 | Cantabria y Burgos |
| Veinte                | 1511                 | Cantabria          |
| Peña Negra / La Capía | 1502                 | Cantabria y Burgos |
| Coteru la Brena       | 1501                 | Cantabria y Burgos |
| Pico Pizarras         | 1478                 | Cantabria          |
| Motas del Pardo       | 1415                 | Cantabria y Burgos |
| Porracolina           | 1414                 | Cantabria          |